# Volo Linjeflyg 277
Il volo Linjeflyg 277 era un volo di linea della Linjeflyg operato il 20 novembre 1964 da un Convair CV-440 tra l'Aeroporto di Stoccolma e l'Aeroporto di Ängelholm con scalo previsto all'Aeroporto di Hultsfred e l'Aeroporto di Hamstad. A causa di un errore del pilota il velivolo impattò il terreno mentre si apprestava ad atterrare all''Aeroporto di Ängelholm. Trentuno persone perirono nell'incidente
Il disastro del volo 277 rappresenta la più grave sciagura aerea accaduta in territorio svedese.

## Il velivolo
Il velivolo coinvolto nell'incidente era un Convair CV-440 con numero di registrazione SE-CCK assemblato nel giugno del 1954 e consegnato ad una compagnia aerea brasiliana l'anno successivo. Dopo una serie di cambi di proprietà approdò alla Linjeflyg il 13 dicembre 1961.

## L'incidente

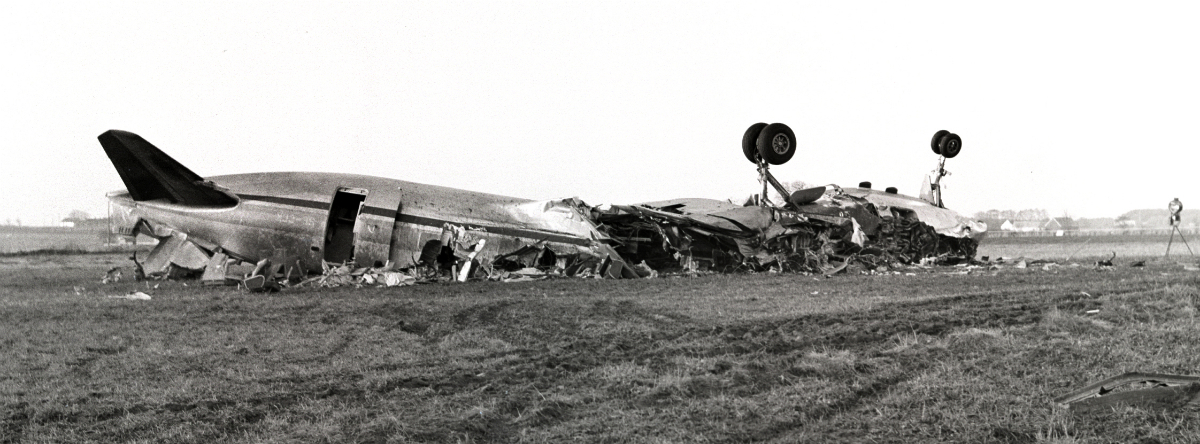
Il Convair il giorno dopo l'incidente

A causa delle condizioni meteo gli scali intermedi previsti non poterono essere effettuati.
La torre di controllo di Ängelholm contattò i piloti del Convair alle 20:57 comunicando loro l'ultimo bollettino meteo. Alle 21:08 il velivolo si trovava ad una altitudine di 600 metri e si stava dirigendo verso la radioassistenza LJ.
Alle 21:13 venne registrata l'ultima comunicazione radio.
Il velivolo impattò il terreno capovolgendosi circa 2 km prima della pista di atterraggio.

## Le indagini
Per accertare le cause dell'incidente venne nominata una commissione di inchiesta governativa. Gli investigatori appurarono che il Convair scese troppo prematuramente di quota. La causa di tale errore è da far risalire al fatto che l'Aeroporto di Ängelholm era militare ed aveva una diversa disposizione delle luci di atterraggio e delle radioassistenze rispetto agli aeroporti civili.